# فراسر ليك (كولومبيا البريطانية)
فراسر ليك (بالإنجليزية: Fraser Lake)‏ هي مستوطنة تقع في كندا في بولكلي-نيتشاكو آ، كولومبيا البريطانية. يقدر عدد سكانها بـ 1,167 نسمة ومساحتها 4.07 كم2 وترتفع عن سطح البحر 700 متر.

## المناخ
يظهر الجدول التالي التغييرات المناخية على مدار السنة لفراسر ليك:
| البيانات المناخية لـفراسر ليك      | البيانات المناخية لـفراسر ليك | البيانات المناخية لـفراسر ليك | البيانات المناخية لـفراسر ليك | البيانات المناخية لـفراسر ليك | البيانات المناخية لـفراسر ليك | البيانات المناخية لـفراسر ليك | البيانات المناخية لـفراسر ليك | البيانات المناخية لـفراسر ليك | البيانات المناخية لـفراسر ليك | البيانات المناخية لـفراسر ليك | البيانات المناخية لـفراسر ليك | البيانات المناخية لـفراسر ليك | البيانات المناخية لـفراسر ليك |
| الشهر                              | يناير                         | فبراير                        | مارس                          | أبريل                         | مايو                          | يونيو                         | يوليو                         | أغسطس                         | سبتمبر                        | أكتوبر                        | نوفمبر                        | ديسمبر                        | المعدل السنوي                 |
| ---------------------------------- | ----------------------------- | ----------------------------- | ----------------------------- | ----------------------------- | ----------------------------- | ----------------------------- | ----------------------------- | ----------------------------- | ----------------------------- | ----------------------------- | ----------------------------- | ----------------------------- | ----------------------------- |
| الدرجة القصوى °م (°ف)              | 11.0 (51.8)                   | 11.0 (51.8)                   | 17.0 (62.6)                   | 23.9 (75.0)                   | 32.5 (90.5)                   | 32.5 (90.5)                   | 34.0 (93.2)                   | 35.0 (95.0)                   | 32.0 (89.6)                   | 23.0 (73.4)                   | 16.5 (61.7)                   | 12.0 (53.6)                   | 35.0 (95.0)                   |
| متوسط درجة الحرارة الكبرى °م (°ف)  | −5.2 (22.6)                   | −1.1 (30.0)                   | 4.2 (39.6)                    | 10.5 (50.9)                   | 16.1 (61.0)                   | 19.7 (67.5)                   | 22.2 (72.0)                   | 21.9 (71.4)                   | 16.8 (62.2)                   | 9.4 (48.9)                    | 0.8 (33.4)                    | −4.0 (24.8)                   | 9.3 (48.7)                    |
| المتوسط اليومي °م (°ف)             | −9.5 (14.9)                   | −6.4 (20.5)                   | −1.6 (29.1)                   | 4.1 (39.4)                    | 9.4 (48.9)                    | 13.1 (55.6)                   | 15.4 (59.7)                   | 14.9 (58.8)                   | 10.4 (50.7)                   | 4.7 (40.5)                    | −2.5 (27.5)                   | −7.9 (17.8)                   | 3.7 (38.7)                    |
| متوسط درجة الحرارة الصغرى °م (°ف)  | −13.8 (7.2)                   | −11.7 (10.9)                  | −7.4 (18.7)                   | −2.3 (27.9)                   | 2.6 (36.7)                    | 6.5 (43.7)                    | 8.5 (47.3)                    | 7.9 (46.2)                    | 4.1 (39.4)                    | −0.1 (31.8)                   | −5.7 (21.7)                   | −11.6 (11.1)                  | −1.9 (28.6)                   |
| أدنى درجة حرارة °م (°ف)            | −46.1 (−51.0)                 | −42.0 (−43.6)                 | −38.9 (−38.0)                 | −20.5 (−4.9)                  | −7.2 (19.0)                   | −3.0 (26.6)                   | −1.5 (29.3)                   | −2.5 (27.5)                   | −7.0 (19.4)                   | −24.0 (−11.2)                 | −39.0 (−38.2)                 | −47.5 (−53.5)                 | −47.5 (−53.5)                 |
| الهطول مم (إنش)                    | 47.9 (1.89)                   | 29.5 (1.16)                   | 25.7 (1.01)                   | 23.1 (0.91)                   | 42.0 (1.65)                   | 57.0 (2.24)                   | 57.4 (2.26)                   | 46.5 (1.83)                   | 47.9 (1.89)                   | 54.8 (2.16)                   | 48.8 (1.92)                   | 45.2 (1.78)                   | 525.8 (20.70)                 |
| معدل هطول الأمطار مم (إنش)         | 5.4 (0.21)                    | 4.3 (0.17)                    | 5.4 (0.21)                    | 16.6 (0.65)                   | 40.9 (1.61)                   | 57.0 (2.24)                   | 57.4 (2.26)                   | 46.5 (1.83)                   | 47.9 (1.89)                   | 46.2 (1.82)                   | 19.3 (0.76)                   | 3.9 (0.15)                    | 350.7 (13.81)                 |
| متوسط تساقط الثلوج سم (إنش)        | 42.5 (16.7)                   | 25.2 (9.9)                    | 20.3 (8.0)                    | 6.5 (2.6)                     | 1.1 (0.4)                     | 0.0 (0.0)                     | 0.0 (0.0)                     | 0.0 (0.0)                     | 0.0 (0.0)                     | 8.7 (3.4)                     | 29.5 (11.6)                   | 41.3 (16.3)                   | 175.1 (68.9)                  |
| متوسط أيام هطول الأمطار (≥ 0.2 mm) | 12.4                          | 9.1                           | 9.2                           | 8.5                           | 12.5                          | 14.0                          | 13.0                          | 12.2                          | 12.5                          | 15.2                          | 14.1                          | 11.5                          | 144.1                         |
| متوسط الأيام الممطرة (≥ 0.2 mm)    | 2.1                           | 2.3                           | 3.4                           | 6.5                           | 12.1                          | 14.0                          | 13.0                          | 12.2                          | 12.5                          | 14.0                          | 6.7                           | 1.7                           | 100.5                         |
| متوسط الأيام المثلجة (≥ 0.2 cm)    | 11.1                          | 7.2                           | 6.6                           | 2.7                           | 0.5                           | 0.0                           | 0.0                           | 0.0                           | 0.0                           | 2.3                           | 9.1                           | 10.6                          | 50.2                          |
| المصدر:                            |                               |                               |                               |                               |                               |                               |                               |                               |                               |                               |                               |                               |                               |